# Согомонян, Эдуард
Эдуард Согомонян (порт. Eduard Soghomonyan; род. 19 февраля 1990, Ереван) — армянский, а впоследствии бразильский борец греко-римского стиля, участник Олимпийских игр 2016 года в Рио-де-Жанейро и Олимпийских игр 2020 года в Токио.

## Карьера
Является уроженцем Еревана. С 2012 года живёт в Бразилии. В мае 2015 года выиграл чемпионат Бразилии. В ноябре 2015 года в Буэнос-Айресе на чемпионате Южной Америки Эдуард Согомонян завоевал титул чемпиона, тем самым получил возможность выступить на домашних Олимпийских играх в Рио-де-Жанейро. На Олимпийских играх в августе 2016 года выступил неудачно, уступив на стадии 1/8 финала грузину Якобу Каджая и занял итоговое 16 место. В марте 2020 года на панамериканском олимпийском квалификационном турнире в Оттаве завоевал лицензию на Олимпийские игры в Токио. В августе 2021 года на Олимпиаде на стадии 1/8 финала уступил немцу Эдуарду Поппу, заняв в итоге 13 место.

## Достижения
- Чемпионат мира по борьбе 2015 — 14;
- Чемпионат Южной Америки по борьбе 2015 — ;
- Панамериканский чемпионат по борьбе 2016 — ;
- Олимпийские игры 2016 — 16;
- Панамериканский чемпионат по борьбе 2019 — 8;
- Олимпийские игры 2020 — 13;